# Pegasidae
Famille
Les Pegasidae sont une famille de poissons téléostéens, de l'ordre des Gasterosteiformes.

## Description et caractéristiques
Ces poissons sont appelés en français « pégases » ou parfois « poissons-papillons » (traduction impropre de l'anglais « seamoth », ce qui entraîne un risque de confusion avec les espèces de la famille des Chaetodontidae).
Le corps de ces poissons est large et comprimé dorsalement, cerné par des plaques osseuses. La bouche est petite et en position ventrale, dépourvue de dents et protrusible. Le nez se prolonge en un rostre long et aplati, fruit d'une fusion des os nasaux. Les branchies sont filamenteux, en forme de lobes et pourvus de touffes. L'opercule et le subopercule sont très petits, et le préopercule très élargi. Les nageoires dorsale et anale sont courtes, dépourvues d'épines et supportées par 5 rayons mous chacune. Les nageoires pectorales sont relativement larges et horizontales, supportées par 10 à 18 rayons non ramifiés. Les nageoires pelviennes sont abdominales, avec une épine et 1 à 3 rayons ; la caudale porte 8 rayons, avec un pédoncule triangulaire. Les branchiostégales portent 5 rayons mous, filamenteux. On compte 3 os circumorbitaux, le lacrymal étant le plus développé. Les vertèbres sont au nombre de 19 à 22, les 6 premières abdominales allongées. Ces poissons n'ont pas de vessie natatoire.
Ces espèces ne dépassent pas 13 cm de long.
On les trouve dans les eaux tropicales de l'Indo-Pacifique.

## Liste des genres et espèces
Selon World Register of Marine Species (30 septembre 2021), Catalogue of Life (30 septembre 2021), FishBase (30 mai 2012), ITIS (30 mai 2012) :
- genre Eurypegasus Bleeker, 1863
  - Eurypegasus draconis (Linnaeus, 1766) - Pégase ou Dragon de mer (nom aussi utilisé pour Phyllopteryx taeniolatus)
  - Eurypegasus papilio (Gilbert, 1905) -- Hawaiian sea-moth fish
- genre Pegasus Linnaeus, 1758
  - Pegasus lancifer Kaup, 1856
  - Pegasus laternarius Cuvier, 1816
  - Pegasus volitans Linnaeus, 1758 -- Longtail seamoth

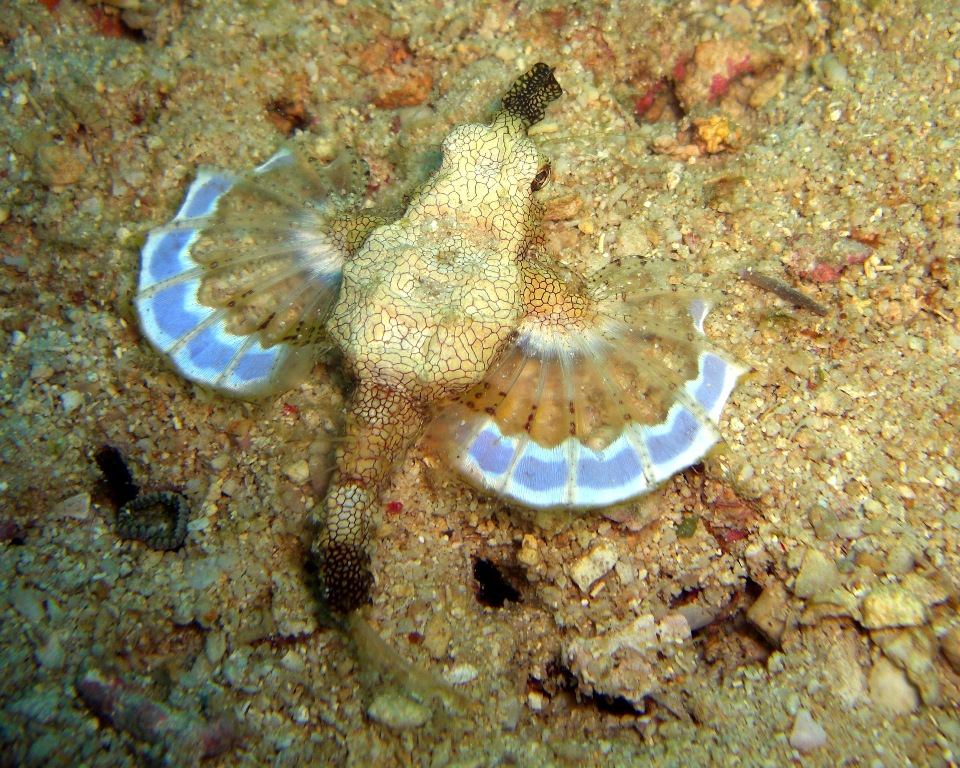
Eurypegasus draconis
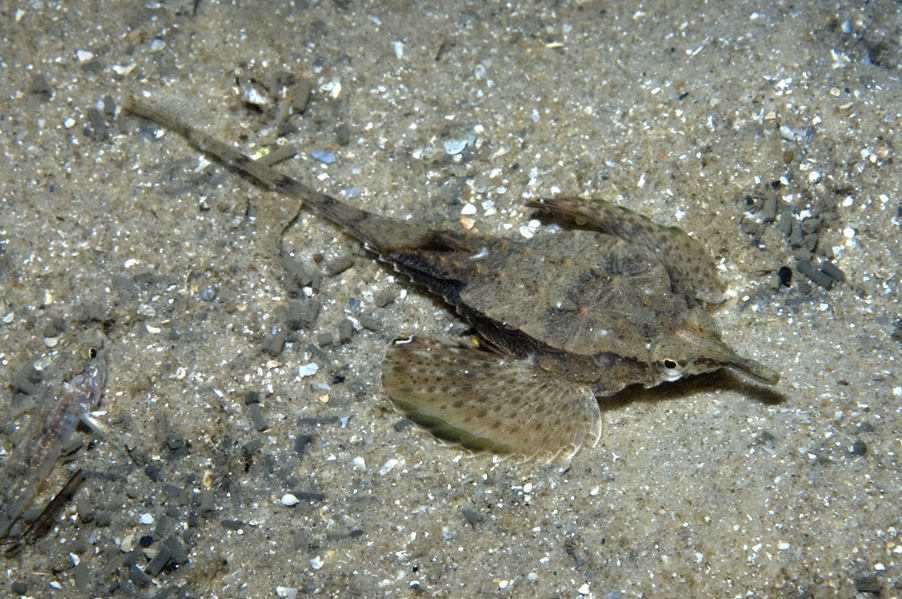
Pegasus lancifer